# Binter Canarias

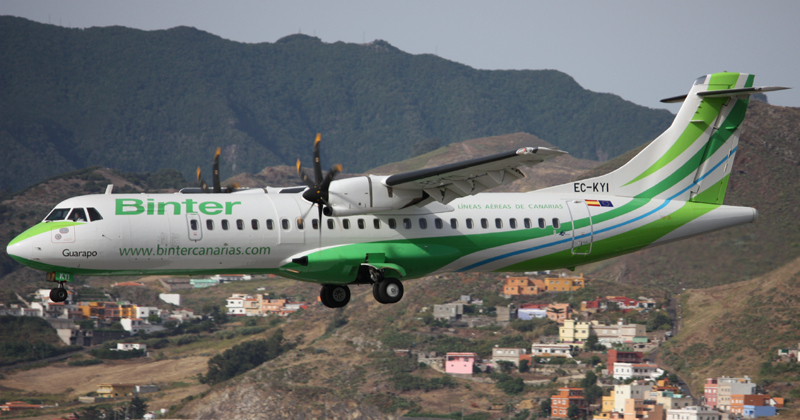
Binter Canarias ATR 72.

Binter Canarias är ett flygbolag som hör hemma på Las Palmas Flygplats (Gando) Gran Canaria, Kanarieöarna. Binter Canarias flyger mellan olika destinationer på Kanarieöarna och även till andra destinationer.

## Destinationer
El Aaiún, El Hierro,
Fuerteventura, Funchal,
Gran Canaria, La Gomera,
La Palma, Lanzarote,
Marrakesh, Nouakchott,
Tenerife N, och Tenerife S.

## Flotta
Binter Canarias flotta består av följande
1st Boeing 737-400
9st ATR 72-500
4st ATR 72-200